# Dorcadia tiani
Dorcadia tiani är en loppart som beskrevs av Liu, Wu et Wu 2003. Dorcadia tiani ingår i släktet Dorcadia och familjen grävlingloppor. Inga underarter finns listade i Catalogue of Life.